# Olga Berluti
Olga Berluti (Bedonia, 12 luglio 1939) è una costumista e imprenditrice italiana.

## Biografia
Nipote del fondatore della casa di moda Berluti, dal 1990 al 2011 ne dirige la parte creativa. Nel 1984 crea i costumi per La femme publique di Andrzej Żuławski, suo debutto nel cinema. Molto attiva nel cinema di lingua francese, viene premiata col Premio César e il David di Donatello.

## Filmografia
- La femme publique, regia di Andrzej Żuławski (1984)
- Harem, regia di Arthur Joffé (1985)
- Le mie notti sono più belle dei vostri giorni (Mes nuits sont plus belles que vos jours), regia di Andrzej Żuławski (1989)
- L'amante (L'amant), regia di Jean-Jacques Annaud (1992)
- Farinelli - Voce regina (Farinelli), regia di Gérard Corbiau (1994)
- Come mi vuoi, regia di Carmine Amoroso (1996)
- Marquise, regia di Véra Belmont (1997)

## Riconoscimenti e premi

### David di Donatello
- 1995 - Miglior costumista per Farinelli - Voce regina

### Premio César
- 1986 - Migliori costumi per Harem
- 1988 - candidatura a Migliori costumi per De guerre lasse
- 1995 - candidatura a Migliori costumi per Farinelli - Voce regina